# تشانغ دينغتشنغ
تشانغ دينغتشنغ (الصينية المبسطة: 张鼎丞; الصينية التقليدية: 張鼎丞; نظام بينيين: Zhāng Dǐngchéng; بيخوتسي: TiuⁿTiaⁿ-seng; ديسمبر 1898 - 16 ديسمبر 1981) كان سياسيًا في جمهورية الصين الشعبية، والنائب العام للنيابة الشعبية العليا من 1954 إلى 1975.  تظل فترة ولايته الأطول في تاريخ النيابة العليا.

## سيرة شخصية
ولد تشانغ دينغتشنغ في مقاطعة يونغدينغ، أقليم فوجيان في عام 1898. تخرج كمدرس في كلية المعلمين في مقاطعة دابو، أقليم غوانغدونغ، ودرّس في المدارس الابتدائية. أثناء التدريس في مقاطعة دابو، اكتشف الماركسية، وشارك في الأنشطة الثورية وانضم إلى الحزب الشيوعي الصيني في عام 1927. 
قاد وحدات من الجيش الأحمر الصيني (سلف جيش التحرير الشعبي الصيني)، ودرس في مدرسة الحزب الشيوعي الصيني المركزية وشارك في المسيرة الطويلة، ورافق ماو إلى يانان.  قاتل تشانغ في كل من الحرب الصينية اليابانية الثانية، وبعد استسلام اليابان، قاتل في الحرب الأهلية الصينية التي أدت إلى انتصار الشيوعيين وتأسيس جمهورية الصين الشعبية. 
من عام 1949 إلى عام 1954، شغل تشانغ منصب محافظ وسكرتير الحزب الشيوعي لمقاطعة فوجيان. في عام 1954، أصبح النائب العام للنيابة الشعبية العليا، وشغل هذا المنصب لمدة 21 عامًا. خلال الثورة الثقافية، تم استنكاره علنًا من قبل بعض مجموعات الحرس الأحمر، لكن ولائه لماو ضمن أنه بقي في مكانه.  ومع ذلك، فإن دستور عام 1975، الذي تم تبنيه قبل عام من وفاة ماو، ألغى منصب المدعي العام (تم استعادته بعد ثلاث سنوات، في عام 1978). 
بعد الإلغاء المؤقت لمنصب النائب العام في عام 1975، تم انتخاب تشانغ نائباً لرئيس المؤتمر الوطني لنواب الشعب، وشغل هذا المنصب حتى وفاته في ديسمبر 1981، عن عمر يناهز 83 عامًا 